# 박근홍 (가수)
박근홍(1977년~)은 대한민국의 가수이다. 초등학교 1학년 때 이선희의 노래를 듣고 감명을 받아 가요를 듣기 시작했다. 이후 이정석, 소방차에 심취하여 당시 반에서 노래 좀 한다는 친구들과 가요를 부르기 시작했고, 초등학교 6학년 때 담임 선생님의 강권으로 시인과 촌장, 이문세, 민중가요 등을 접하게 되었다. 중학교 시절 배철수의 음악캠프에서 Air Supply를 듣고 팝에 본격적으로 몰두하게 되었는데, 이후 Nirvana, Queen을 들으며 막연하나마 록커의 길을 꿈꿨다. 고등학교 시절, 본격적으로 록, 헤비메탈을 듣게 되었는데, Metallica, Megadeth를 비롯한 여러 밴드를 섭렵하던 중 Dream Theater를 비롯한 프로그레시브 메탈 밴드에 경도되어 그 쪽 장르 음악만을 쭉 들었다. 당시 음악 좀 듣는다는 얘기를 듣기 위해 재즈, 퓨전 재즈, 클래식 등도 들으려고 노력했으나 지금 생각해보면 쓸데 없는 짓이었던 것같다. 대학교에 들어와서 시애틀 그런지를 좋아하는 선배를 만나게 되어 Pearl Jam, Alice In Chains를 본격적으로 접하게 되었다. 당시에는 별다른 감흥이 없다가 군복무 중 심경의 변화를 일으켜 본격적으로 그런지를 듣게 되었다. 거기에 곁다리로 AFKN 심야 라디오를 통해 Tool, Creed, Disturbed, Slipknot 같은 포스트 그런지 밴드들도 섭렵했다. 제대 후 본격적으로 밴드를 시작하게 되면서 Soundgarden과 Chris Cornell의 음악에 크게 감명을 받아 현재에 이르렀다.

## 수상내역
- 2011년 제8회 한국대중음악상 올해의 신인상 (게이트 플라워즈)
- 2011년 제8회 한국대중음악상 최우수 록 노래 부문 (게이트 플라워즈)

## 소속그룹
- 2001년~ JJUb, 40팩토
- 2005년~ 게이트 플라워즈
- 2014년~ ABTB

## 앨범
- 2010.10.19 Gate Flowers - 게이트 플라워즈
- 2012.05.04 물어 - 게이트 플라워즈
- 2012.05.29 게이트 플라워즈 1집 TIMES
- 2013.10.01 Rise Above - AFA
- 2014.05.15 늙은 뱀 - 게이트 플라워즈

## 주요 활동
- 2011년 밴드 서바이벌 TOP 밴드 1 출연 (게이트 플라워즈)
- 2012년 탑밴드2 콘서트 (게이트 플라워즈)
- 2013년 지산 월드 락 페스티발 (게이트 플라워즈)
- 2014년 그린플러그드 서울 2014 (게이트 플라워즈)
- 2014년 게이트 플라워즈 단독 공연
- 2015년 춘천밴드 페스티벌 (게이트 플라워즈)
- 2015년 그린플러그드 서울 2015 (게이트 플라워즈)
- 2015년 ABTB 단독 공연
- 팟캐스트 방송인: 걸신이라 불러다오 시즌2, 하이피델리티, 소닉붐라이브(일시 종영), 아르마딜로 인 코리아 시즌2
- 웹진 운영: 박근홍의 뮤직월드 : http://pkhindworld.blog.me/%5B깨진+링크(과거+내용+찾기)%5D

(수정중)

## 인터뷰
- 선호하는 악기는? : 일자 스탠드, T자 말고
- 좋아하는 뮤지션은? : A-Ha, Queen, Dream Theater, Toto, Megadeth, Pearl Jam, Soundgarden과 Chris Cornell이 참여한 모든 노래, Incubus, Tool, System Of A Down, Steve Vai, King Crimson, King’s X, Animal as Leaders, Periphery, 한음파, 바이바이배드맨, 블랙백, 쿠바, 미씽루씰, 언체인드, 로다운30, 국카스텐 외.
- 음악 외의 취미가 있다면? : 음식 관련 만화 보기
- 이 글을 보고 있는 사람에게 전하고 싶은 말? : 감사합니다. 페북 좋아요하고 뮤지션리그 좋아요 좀 눌러주세요

## 갤러리

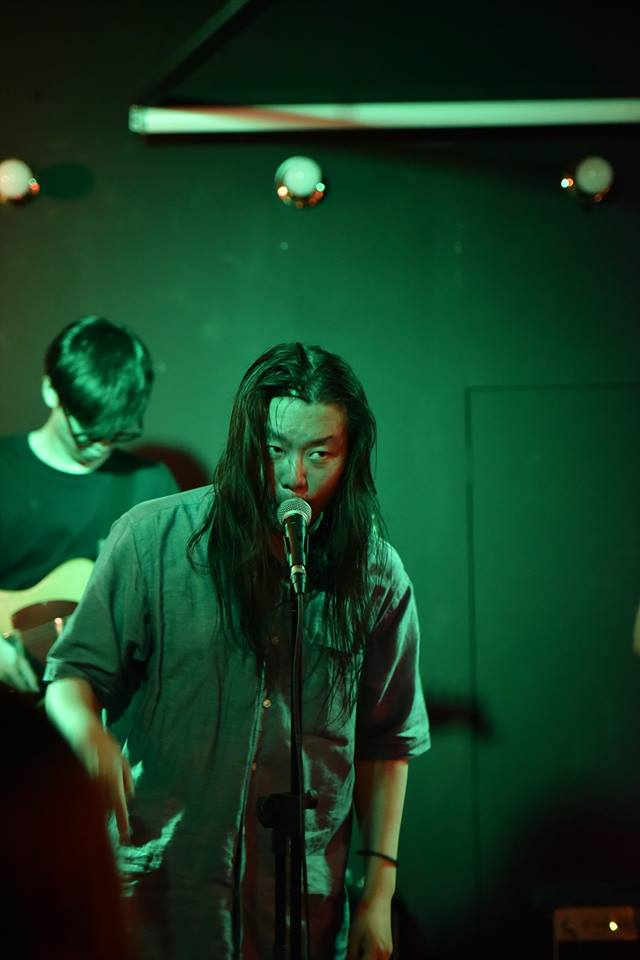
ABTB 2015 단독공연 중
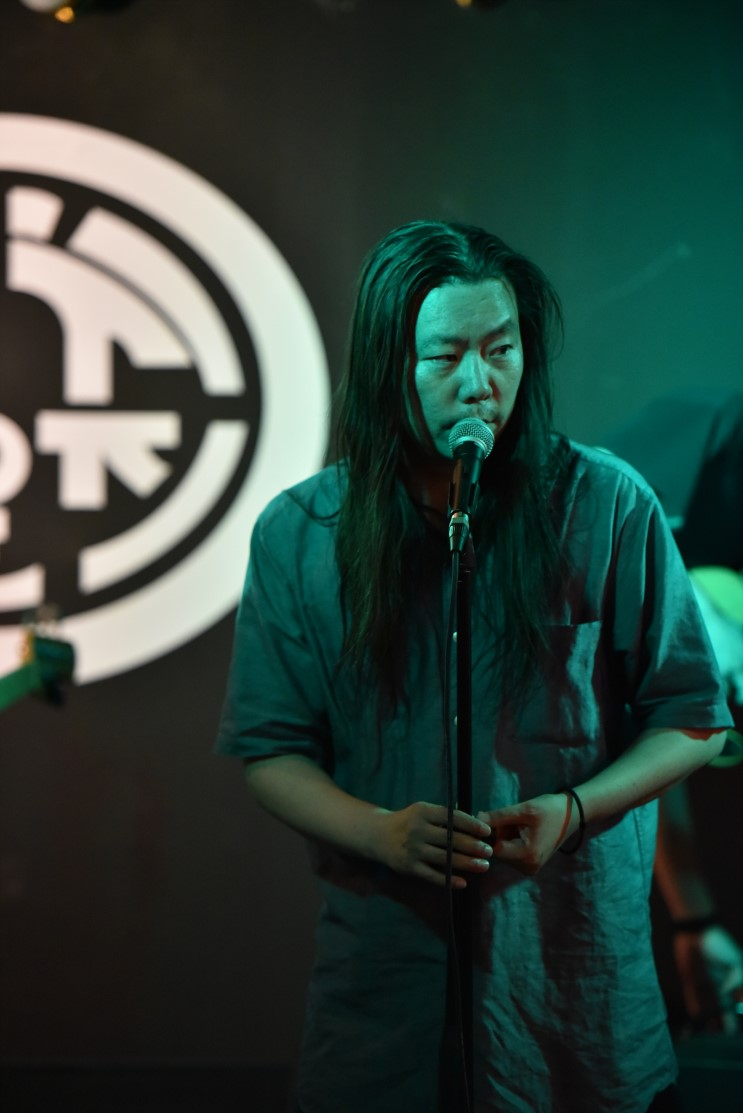
ABTB 2015 단독공연 중
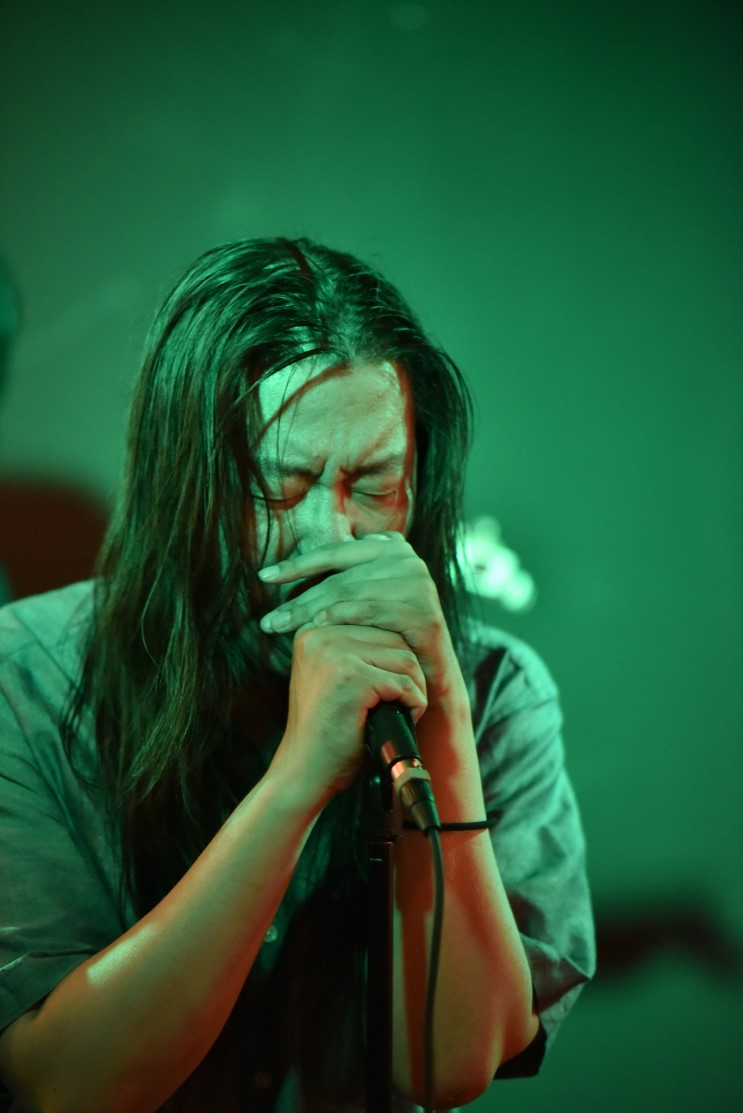
ABTB 2015 단독공연 중
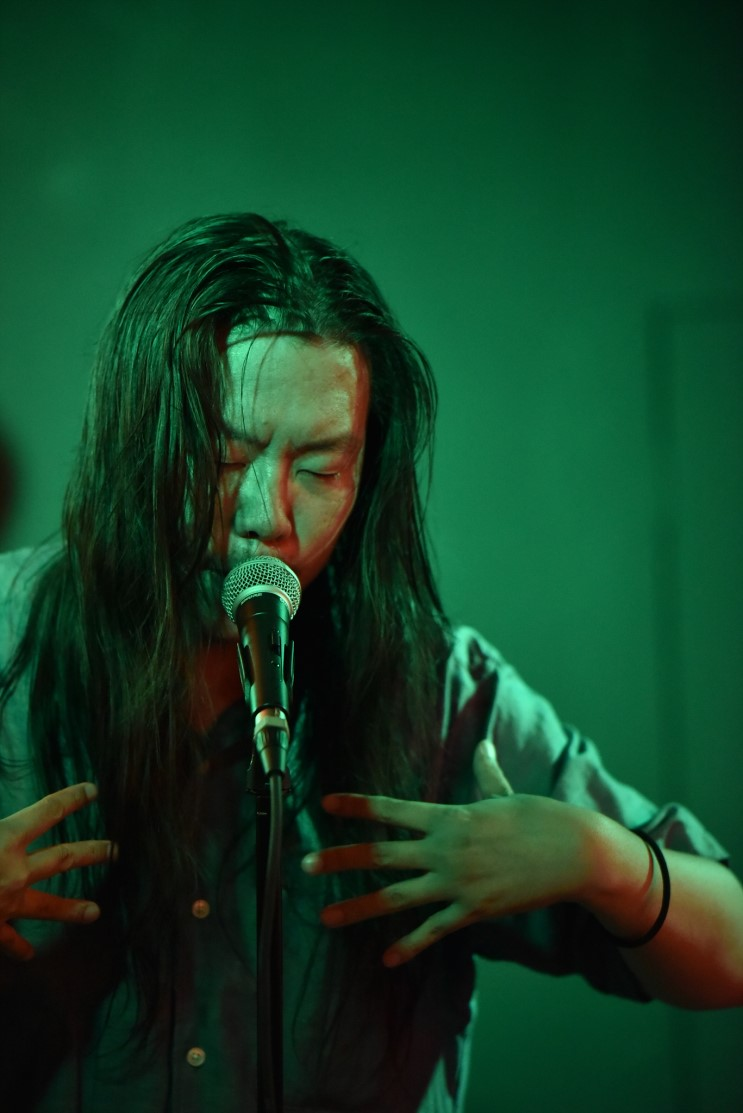
ABTB 2015 단독공연 중